# 悲愁 (1978年の映画)
『悲愁』（ひしゅう、Fedora）は、1978年公開のドイツ、フランス合作の映画。監督兼製作はビリー・ワイルダー。主演はウィリアム・ホールデンとマルト・ケラー。トム・トライオンの中編小説に基づき、ワイルダーとI・A・L・ダイアモンドが脚本を執筆した。
かつてワイルダーが監督した1950年の映画『サンセット大通り』と同様に、ハリウッドの内幕をテーマにした作品である。

## キャスト
- フェドラ：マルト・ケラー
- バリー：ウィリアム・ホールデン
- ソブリャンスキー伯爵夫人：ヒルデガルト・クネフ
- ヴァンド：ホセ・ファーラー
- バルフォー夫人：フランシス・スターンハーゲン
- 若い頃のバリー：スティーヴン・コリンズ
- クリトス：ゴットフリード・ジョン
- ニュースキャスター：アルレーン・フランシス
- ホテル支配人：マリオ・アドルフ
- 本人役：マイケル・ヨーク
- アカデミーの学長：ヘンリー・フォンダ

※日本語吹替版：初放送1983年4月29日 TBS『金曜ロードショー』

## スタッフ
- 監督・製作：ビリー・ワイルダー
- 原作：トム・トライオン
- 脚本：ビリー・ワイルダー、I・A・L・ダイアモンド
- 撮影：ジェリー・フィッシャー
- 音楽：ミクロス・ローザ
- 日本語版制作：ザック・プロモーション[3]